# Lampsilis binominata
Lampsilis binominata är en musselart som beskrevs av Simpson 1900. Lampsilis binominata ingår i släktet Lampsilis och familjen målarmusslor. IUCN kategoriserar arten globalt som utdöd. Inga underarter finns listade i Catalogue of Life.